# Жуан Педро (футболист, 2001)
Жуан Педро Жункейра де Жезус (порт.-браз. João Pedro Junqueira de Jesus; род. 26 сентября 2001, Рибейран-Прету), или же просто Жуан Педро (порт.-браз. João Pedro) — бразильский футболист, нападающий английского клуба «Челси» и сборной Бразилии.

## Клубная карьера
Жуан Педро является воспитанником футбольной академии клуба «Флуминенсе». В основном составе клуба дебютировал 19 января 2019 года в матче Лиги Кариока против «Волта-Редонда». 15 мая 2019 года забил свой первый гол за клуб в матче Кубка Бразилии против «Крузейро». Три дня спустя сделал «дубль» в ворота «Крузейро» в матче бразильской Серии А. 23 мая 2019 года сделал хет-трик в матче Южноамериканского кубка против колумбийского клуба «Атлетико Насьональ». После серии убедительных выступлений игроком заинтересовался ряд английских клубов, включая «Уотфорд» и «Ливерпуль». В результате «Уотфорд» достиг предварительного соглашения о трансфере Жуана Педро; переход игрока состоялся в январе 2020 года.
4 января 2020 года дебютировал за «Уотфорд» в матче Кубка Англии против «Транмир Роверс». 26 сентября 2020 года забил свой первый гол за «Уотфорд» в матче Чемпионшипа против «Лутон Таун».
5 мая 2023 года клуб «Брайтон энд Хоув Альбион» объявил о соглашении на трансфер Жуана Педро из «Уотфорда». Переход состоялся 1 июля 2023 года после открытия трансферного окна в Англии.
2 июля 2025 года перешёл в «Челси» за 60 млн фунтов.

## Карьера в сборной
17 ноября 2023 года дебютировал за сборную Бразилии в матче против сборной Колумбии.

## Достижения
«Челси»
- Победитель Клубного чемпионата мира: 2025